# 生目古墳群
生目古墳群（いきめこふんぐん）は、宮崎県宮崎市跡江地区にある古墳群。国の史跡に指定されている。

## 概要
宮崎平野を流れる大淀川右岸に位置する標高25メートルほどの台地上に広がる、古墳時代前期から中期の古墳群である。3世紀後半ないし4世紀前半頃から作られ始め、古墳時代前期としては九州地方最大の古墳群とされる。
1943年（昭和18年）9月8日に前方後円墳7基、円墳36基の計43基の古墳が国の史跡に指定された。その後の調査により計51基の古墳、地下式横穴墓36基、土坑墓49基、円形周溝墓3基が確認され、1943年（昭和18年）指定時のうち1基が古墳ではないことも明らかになった。

## 主な古墳

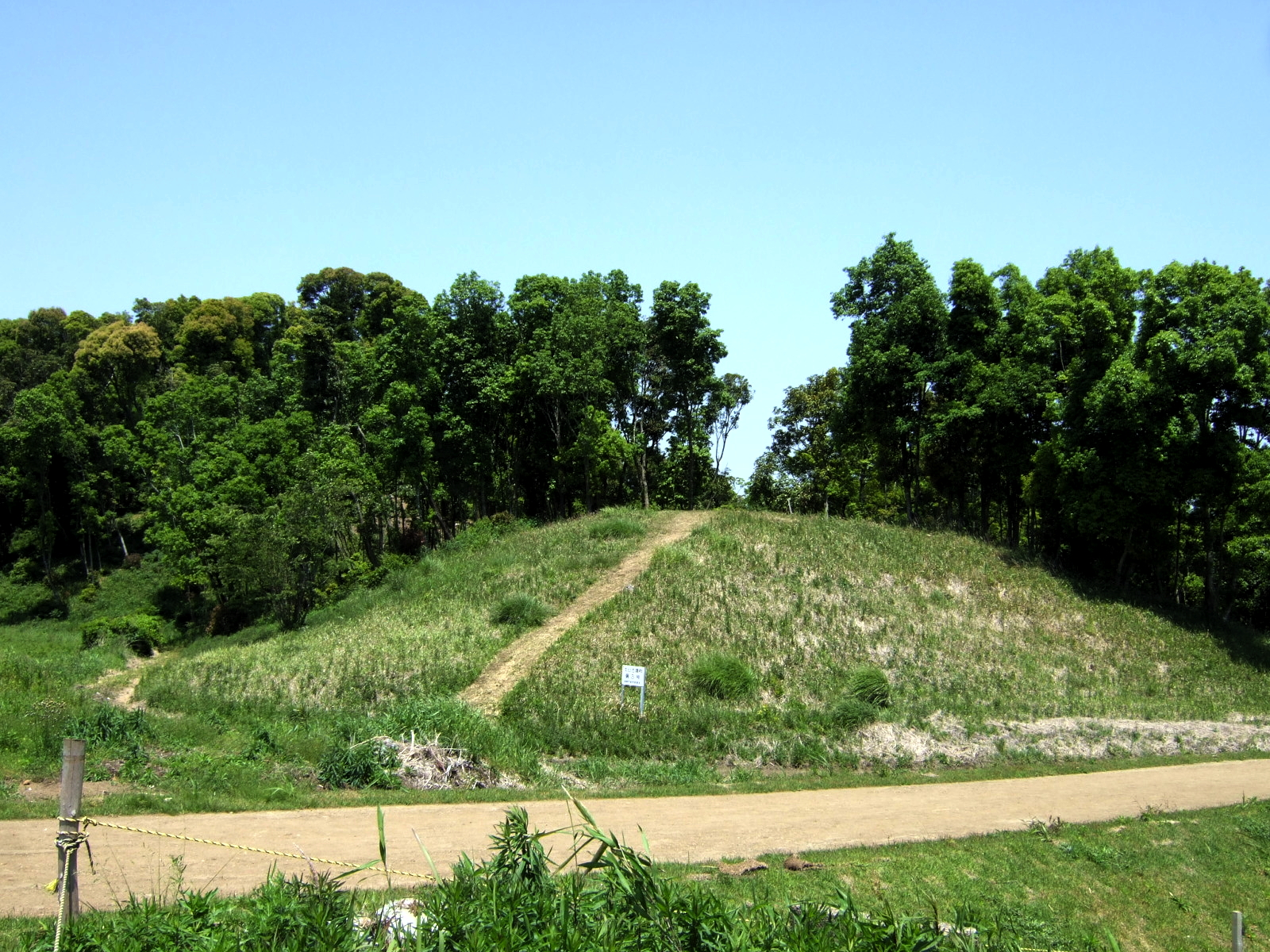
3号墳。手前は前方部。後円部は奥右方

1号墳
全長136メートル、高さ17メートルの前方後円墳。一説に当古墳群最古といわれる。畿内の箸墓古墳の2分の1の大きさの相似形と言われ、その関係に注目されているが調査は遅れており、見学は困難である。
3号墳
全長143メートル、高さ12.7メートルの前方後円墳。当古墳群最大であり、九州でも西都原古墳群の女狭穂塚古墳、男狭穂塚古墳に次いで3番目の大きさである。前方部から頂上まで歩いて登ることができる。
5号墳
全長57メートル、高さ4.4メートルの前方後円墳。葺石があり、特異な形をした円筒埴輪を出土する。公園整備にあたり、葺石を復元した形で公開されている。これは本来あった葺石の上に表土をかぶせ、その上に敷き詰めたものである。葺石の配置に当たっては実験が何度も行われた。
7号墳
長さ46メートル、高さ3.9メートルの前方後円墳。5世紀後半のもので、造り出しを持ち、多くの土器を出土する。特殊な形式の須恵器は祭祀専用に作られたものと考えられている。

## 地下式横穴墓
九州地方南部にのみ見られる地下式横穴墓は当古墳群でも確認されている。特に7号墳には古墳内部へ深く掘った地下式横穴墓が発見されている。

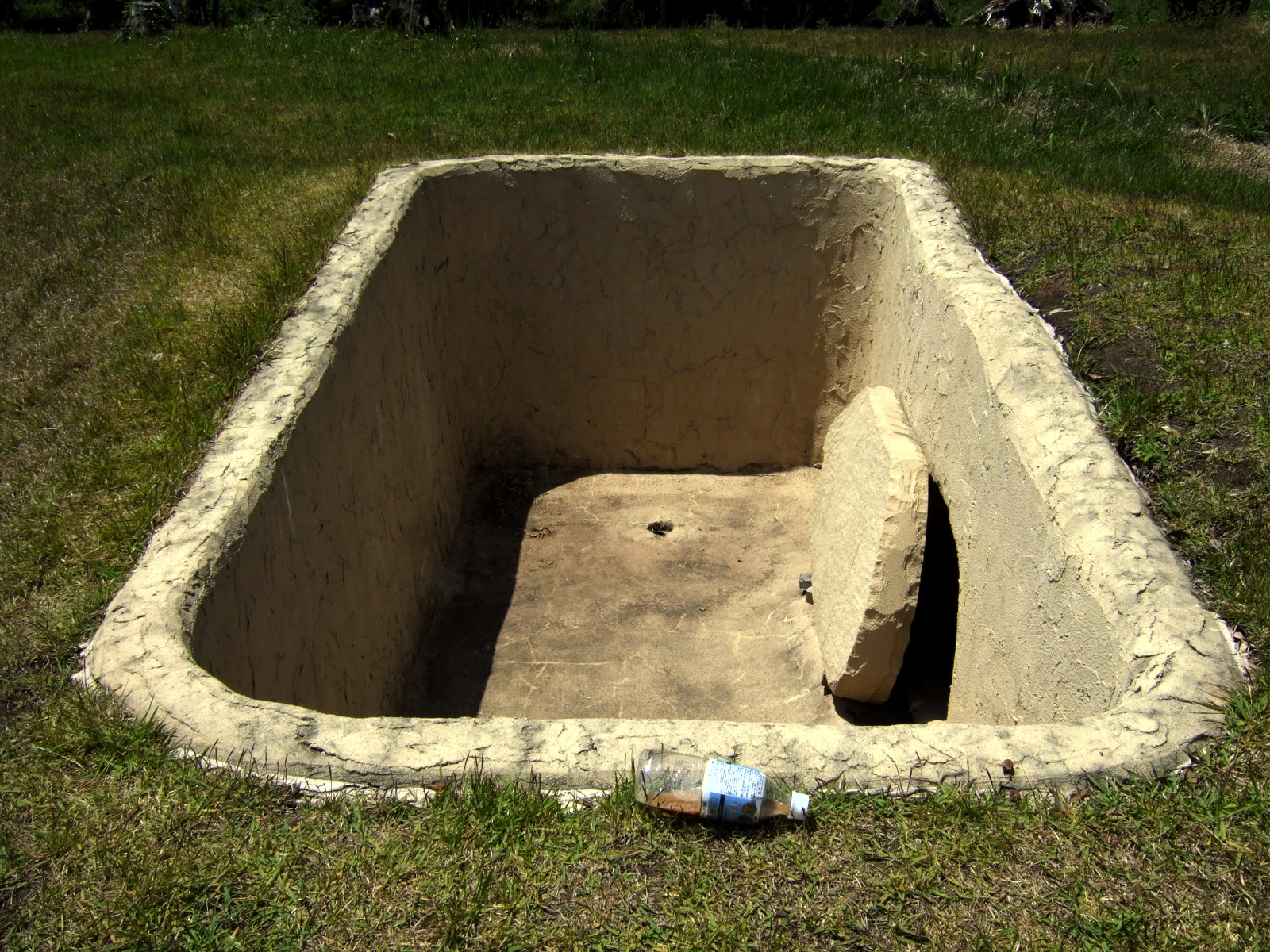
復元された19号地下式横穴墓。これは5号墳のそばにある
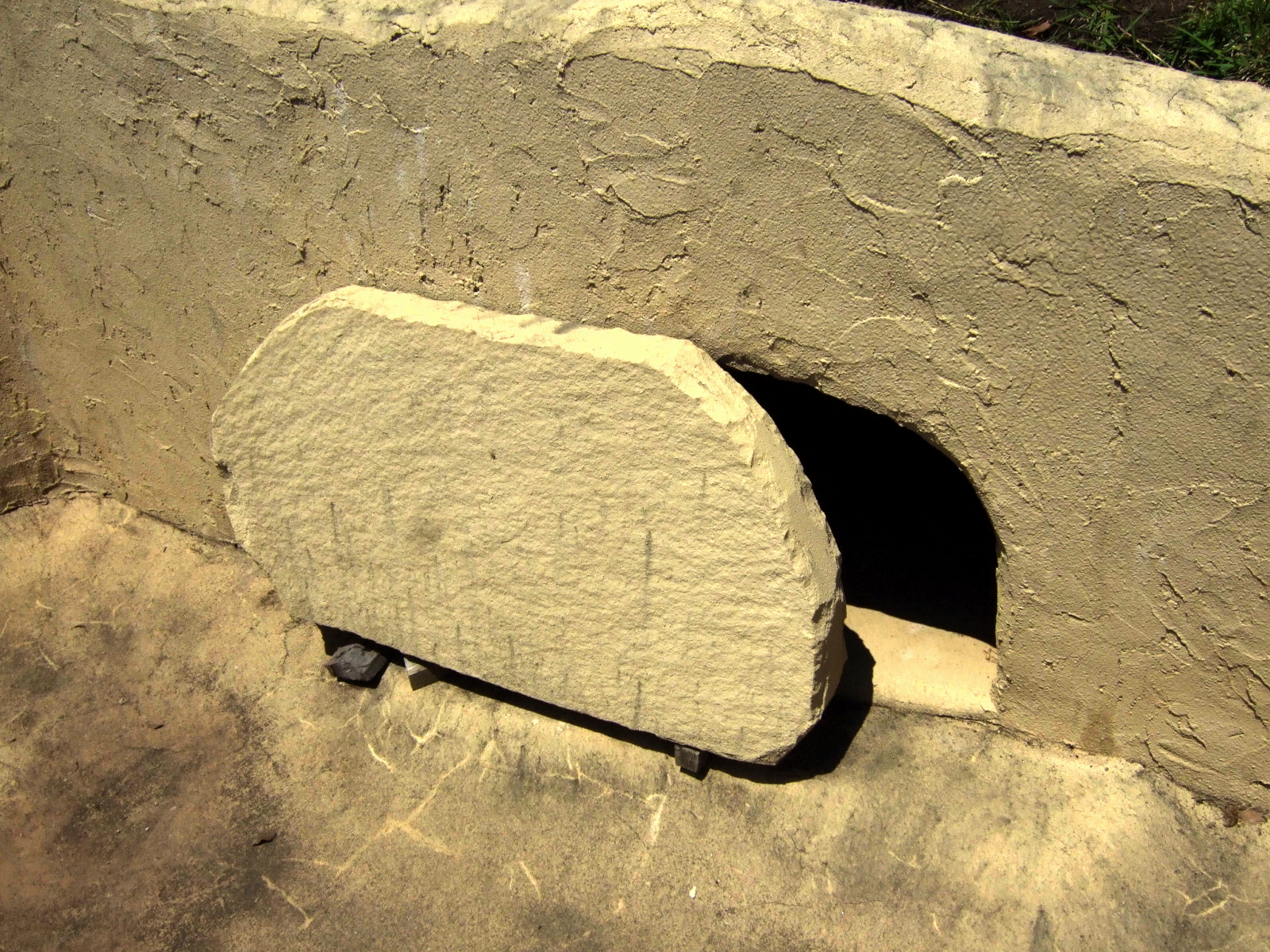
羨門

## 生目古墳群史跡公園
史跡指定後しばらく調査が進まなかったが、1990年代後半から発掘調査、史跡の追加指定を経て、2008年（平成20年）4月1日、史跡公園として開園した。園内には前方後円墳8基、円墳25基や地下式横穴墓のほか、駐車場、トイレ、展望台、あずまやがある。
- 開園時間

5月1日 - 9月30日; 8:30-19:00
10月1日 - 4月30日; 8:30-18:00
- 休園日 なし
- 料金 無料

## 生目の杜遊古館
宮崎市の埋蔵文化財センターと生目古墳群のガイダンス施設として当古墳群に隣接する形で2009年（平成21年）4月25日に開館した。正式名称は「宮崎市生目の杜遊古館（埋蔵文化財センター）」（読みは「いきめのもりゆうこかん」）。埋蔵文化財の調査・研究、整理・保存と出土品の公開のほか、研修室、体験学習施設、宿泊施設、炊飯施設も併設している。入館・展示室は無料。
- 開館時間 9:00-16:30（入館は16：00まで）
- 休館日 毎週月曜（国民の祝日の場合には翌日）、国民の祝日の翌日（ただし土日にあたる場合には開館）、12/29-1/3
- 料金 無料